# Medalja generala Maistra
Medalja generala Maistra je vojaško odlikovanje, ki ga podeljuje Ministrstvo za obrambo Republike Slovenije pripadnikom Slovenske vojske in uslužbencem ministrstva za njihove zasluge v vojni in/ali miru. Odlikovanje je opredeljeno v Pravilniku o priznanjih Ministrstva za obrambo.
Medalja generala Maistra za vojne zasluge se podeljuje medalja generala Maistra z meči, za mirnodobne zasluge pa kot medalja generala Maistra. Medalja generala Maistra ima tri stopnje: zlata, srebrna in bronasta medalja generala Maistra. Za zasluge in uspehe v miru se praviloma najprej podeli bronasta medalja, nato srebrna in zlata medalja.

## Stopnje

### Zlata medalja generala Maistra
Zlata medalja generala Maistra se lahko podeli pripadnikom Slovenske vojske in delavcem ministrstva, ki opravljajo vojaško službo, za izjemno pomemben oseben prispevek pri razvoju in krepitvi Slovenske vojske oziroma obrambe Republike Slovenije.
- Nosilci:

- seznam nosilcev zlate medalje generala Maistra z meči
- seznam nosilcev zlate medalje generala Maistra

### Srebrna medalja generala Maistra
Srebrna medalja generala Maistra se lahko podeli pripadnikom Slovenske vojske in delavcem ministrstva, ki opravljajo vojaško službo, za:
- pomemben oseben prispevek pri razvoju in krepitvi Slovenske vojske oziroma obrambe Republike Slovenije;
- uspešno izveden projekt, ki je posebnega pomena za razvoj in delo Slovenske vojske.[2]

- Nosilci:

- seznam nosilcev srebrne medalje generala Maistra z meči
- seznam nosilcev srebrne medalje generala Maistra

### Bronasta medalja generala Maistra
Bronasta medalja generala Maistra se lahko podeli pripadnikom Slovenske vojske in delavcem |ministrstva, ki opravljajo vojaško službo, za pomembne zasluge pri razvoju in krepitvi Slovenske vojske oziroma obrambe Republike Slovenije.
- Nosilci:

- seznam nosilcev bronaste medalje generala Maistra z meči
- seznam nosilcev bronaste medalje generala Maistra

## Opis
Priznanje medalja generala Maistra je okrogle oblike, na njem je upodobljen general Maister in ob njem napis GENERAL MAISTER. Na zadnji strani so vgravirani ime in priimek nosilca ter leto podelitve. Priznanja so v skladu s stopnjo zlate, srebrne in bronaste barve. Priznanje medalja generala Maistra z meči za vojne zasluge ima na obročku, ki veže medaljo in trak, dodana prekrižana meča. Priznanja vseh treh stopenj so izdelana iz srebra in visijo na modrem traku.

## Nadomestne oznake
- za zlato medaljo generala Maistra moder pravokotnik, ki ima na sredini zlat lik generala Maistra;
- za srebrno medaljo generala Maistra moder pravokotnik, ki ima na sredini srebrn lik generala Maistra;
- za bronasto medaljo generala Maistra moder pravokotnik, ki ima na sredini bronast lik generala Maistra.[2]

## Nošnja
Medalja generala Maistra se nosi na levi strani prsi nad levim zgodnjim žepom uniforme.